# Wargnies-le-Petit
Wargnies-le-Petit is een gemeente in het Franse Noorderdepartement (Frans: département du Nord) (regio Hauts-de-France). De plaats maakt deel uit van het arrondissement Avesnes-sur-Helpe. Wargnies-le-Petit telde op 1 januari 2022 774 inwoners.

## Geografie
De oppervlakte van Wargnies-le-Petit bedroeg op 1 januari 2022 5,22 vierkante kilometer; de bevolkingsdichtheid was toen 148,3 inwoners per km².

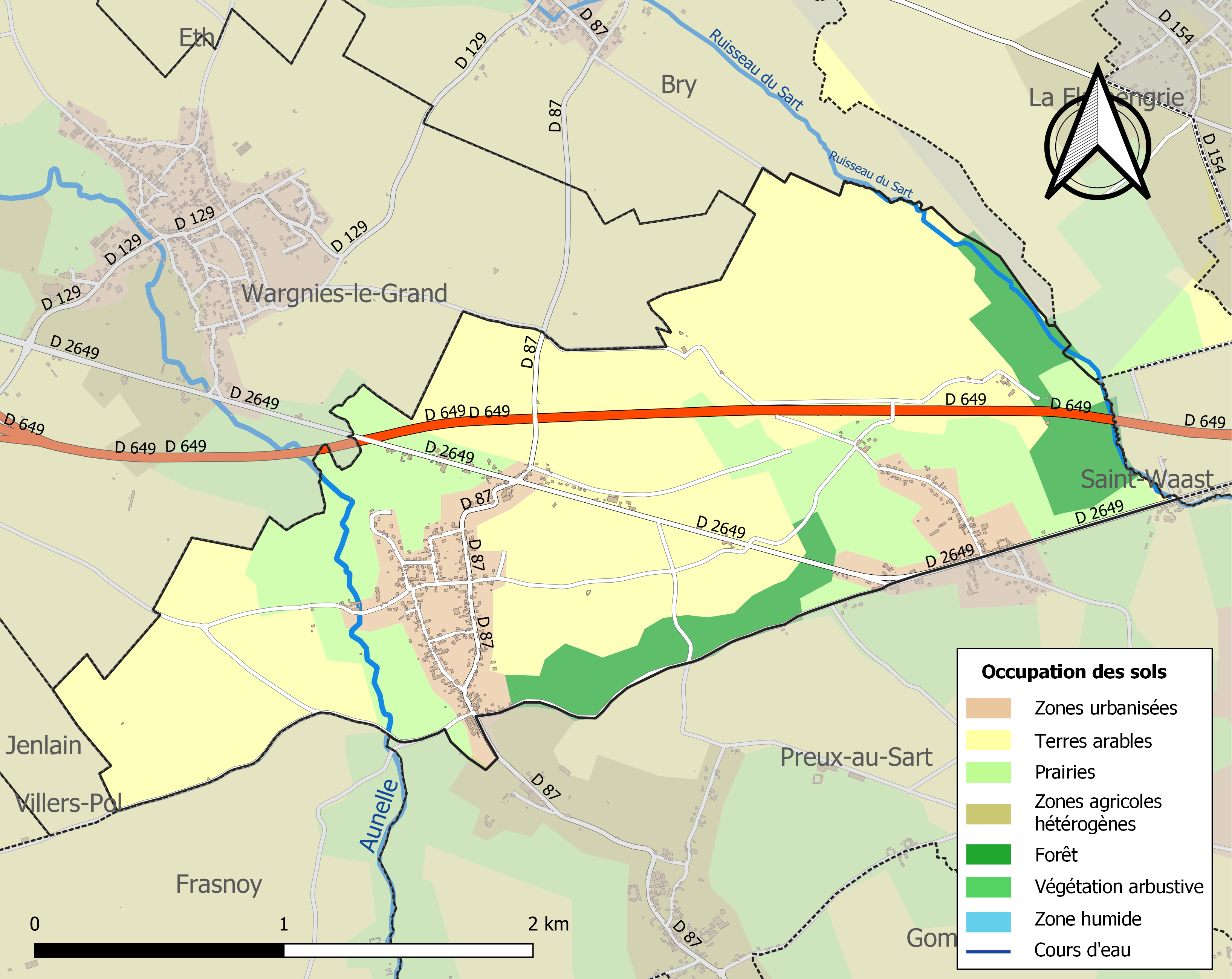
Kaart van de gemeente met belangrijkste infrastructuur, bodemgebruik en omliggende gemeenten

## Demografie
Onderstaande figuur toont het verloop van het inwonertal (bron: INSEE-tellingen).